# Lago Orsa
Orsa (em sueco: lago Orsasjön) é um lago da província histórica de Dalarna.

Tem uma área de 53 km2, e banha a localidade de Orsa.

Está ligado ao lago Siljan através de um "braço de mar" chamado Moranoret.